# ATP de Chenai
O ATP de Chenai – ou Aircel Chennai Open, na última edição – foi um torneio de tênis profissional masculino, de nível ATP World Tour 250.
Realizado em Chenai, no extremo sul da Índia, estreou em 1996 e durou vinte e uma edições. Os jogos eram disputados em quadras duras, durante o mês de janeiro, como parte da preparação para o Australian Open. Depois de 2017, foi substituído por Pune.

## Finais

### Simples
| Ano  | Campeão               | Vice-campeão           | Resultado            |
| ---- | --------------------- | ---------------------- | -------------------- |
| 2017 | Roberto Bautista Agut | Daniil Medvedev        | 6–3, 6–4             |
| 2016 | Stan Wawrinka         | Borna Ćorić            | 6–3, 7–5             |
| 2015 | Stan Wawrinka         | Aljaz Bedene           | 6–3, 6–4             |
| 2014 | Stanislas Wawrinka    | Édouard Roger-Vasselin | 7–5, 6–2             |
| 2013 | Janko Tipsarević      | Roberto Bautista Agut  | 3–6, 6–1, 6–3        |
| 2012 | Milos Raonic          | Janko Tipsarević       | 6–7(7–4), 7–64, 7–64 |
| 2011 | Stanislas Wawrinka    | Xavier Malisse         | 7–5, 4–6, 6–1        |
| 2010 | Marin Čilić           | Stanislas Wawrinka     | 7–62, 7–63           |
| 2009 | Marin Čilić           | Somdev Devvarman       | 6–4, 7–63            |
| 2008 | Mikhail Youzhny       | Rafael Nadal           | 6–0, 6–1             |
| 2007 | Xavier Malisse        | Stefan Koubek          | 6–1, 6–3             |
| 2006 | Ivan Ljubičić         | Carlos Moyá            | 7–66, 6–2            |
| 2005 | Carlos Moyá           | Paradorn Srichaphan    | 3–6, 6–4, 7–65       |
| 2004 | Carlos Moyá           | Paradorn Srichaphan    | 6–4, 3–6, 7–65       |
| 2003 | Paradorn Srichaphan   | Karol Kučera           | 6–3, 6–1             |
| 2002 | Guillermo Cañas       | Paradorn Srichaphan    | 6–4, 7–62            |
| 2001 | Michalt Tabara        | Andrei Stoliarov       | 6–2, 7–64            |
| 2000 | Jérôme Golmard        | Markus Hantschk        | 6–3, 66–7, 6–3       |
| 1999 | Byron Black           | Rainer Schüttler       | 6–4, 1–6, 6–3        |
| 1998 | Patrick Rafter        | Mikael Tillström       | 6–3, 6–4             |
| 1997 | Mikael Tillström      | Alex Rădulescu         | 6–4, 4–6, 7–5        |
| 1996 | Thomas Enqvist        | Byron Black            | 6–2, 7–63            |

### Duplas
| Ano  | Campeões                              | Vice-campeões                           | Resultado         |
| ---- | ------------------------------------- | --------------------------------------- | ----------------- |
| 2017 | Rohan Bopanna Jeevan Nedunchezhiyan   | Purav Raja Divij Sharan                 | 6–3, 6–4          |
| 2016 | Oliver Marach Fabrice Martin          | Austin Krajicek Benoît Paire            | 6–3, 7–5          |
| 2015 | Lu Yen-hsun Jonathan Marray           | Raven Klaasen Leander Paes              | 6–3, 7–64         |
| 2014 | Johan Brunström Frederik Nielsen      | Marin Draganja Mate Pavić               | 6–2, 4–6, [10–7]  |
| 2013 | Benoît Paire Stanislas Wawrinka       | Andre Begemann Martin Emmrich           | 6–2, 6–1          |
| 2012 | Leander Paes Janko Tipsarević         | Jonathan Erlich Andy Ram                | 6–4, 6–4          |
| 2011 | Mahesh Bhupathi Leander Paes          | Robin Haase David Martin                | 6–2, 36–7, [10–7] |
| 2010 | Santiago Ventura Marcel Granollers    | Lu Yen-hsun Janko Tipsarević            | 7–5, 6–2          |
| 2009 | Eric Butorac Rajeev Ram               | Jean-Claude Scherrer Stanislas Wawrinka | 6–3, 6–4          |
| 2008 | Sanchai Ratiwatana Sonchat Ratiwatana | Marcos Baghdatis Marc Gicquel           | 6–4, 7–5          |
| 2007 | Xavier Malisse Dick Norman            | Rafael Nadal Bartolomé Salvá–Vidal      | 7–64, 7–64        |
| 2006 | Michal Mertiňák Petr Pála             | Rohan Bopanna Prakash Amritraj          | 6–2, 7–5          |
| 2005 | Lu Yen-hsun Rainer Schüttler          | Mahesh Bhupathi Jonas Björkman          | 7–5, 4–6, 7–64    |
| 2004 | Rafael Nadal Tommy Robredo            | Jonathan Erlich Andy Ram                | 7–63, 4–6, 6–3    |
| 2003 | Julian Knowle Michael Kohlmann        | František Čermák Leoš Friedl            | 7–61, 7–63        |
| 2002 | Mahesh Bhupathi Leander Paes          | Tomáš Cibulec Ota Fukárek               | 5–7, 6–2, 7–5     |
| 2001 | Byron Black Wayne Black               | Barry Cowan Mose Navarra                | 6–3, 6–4          |
| 2000 | Julian Boutter Christophe Rochus      | Saurav Panja Prahlad Srinath            | 7–5, 6–1          |
| 1999 | Mahesh Bhupathi Leander Paes          | Wayne Black Neville Godwin              | 4–6, 7–5, 6–4     |
| 1998 | Mahesh Bhupathi Leander Paes          | Olivier Delaître Max Mirnyi             | 6–7, 6–3, 6–2     |
| 1997 | Mahesh Bhupathi Leander Paes          | Oleg Ogorodov Eyal Ram                  | 7–6, 7–5          |
| 1996 | Jonas Björkman Niklas Kulti           | Byron Black Sandon Stolle               | 4–6, 6–4, 6–4     |